# Die Clique (Roman)
Die Clique (engl. Originaltitel: The Group) ist ein 1963 erschienener Roman der Schriftstellerin Mary McCarthy. Er stand zwei Jahre auf der Bestseller-Liste der New York Times und wurde 1965 erfolgreich verfilmt.

## Inhalt
1933 treffen acht junge Frauen einer Clique des sehr angesehenen New Yorker Vassar College zusammen, weil die erste von ihnen, Kay Leiland Strong einen Theaterproduzenten heiratet. Dem Leser werden bei dieser Gelegenheit die Eigenheiten und die Herkunft der jungen Frauen, deren weiteres Leben bis zum Jahr 1940 geschildert wird, nahegebracht. Die meisten von ihnen stammen aus wohlhabenden Familien, deren Vermögen aber durch die Weltwirtschaftskrise Ende der Zwanziger Jahre beträchtlich geschmälert wurde. Lediglich das New Yorker Society-Girl Mary Prothero (genannt Pokey) und die intellektuelle Elinor Eastlake aus Chicago (genannt Lakey) verfügen noch über ein sehr hohes Vermögen.
Vermutlich ist es aber gerade diese ökonomische Krise, die es den jungen Frauen erlaubt, ein liberaleres, selbständigeres Leben zu führen, zu dem gehört, allein in New York zu leben und eigenständig für ihren Lebensunterhalt zu sorgen. Da ist zum Beispiel die aus Boston stammende Dottie Renfrew, die plant, als Fürsorgerin zu arbeiten, Helena Davison, die Lehrerin werden möchte, Polly Andrews, die ihren Lebensunterhalt als Laborantin bestreitet, Priss Hartshorn, die sich bei der N.R.A. (National Recovery Administration) engagiert und die Anglistin Libby MacAusland, die selbst schreibt und für Verlage arbeitet. Nach und nach erhält der Leser Kenntnis von den liberalen und manchmal wieder überraschend konservativen Ansichten der acht Frauen über Verhütung, außerehelichen Sex, Liebe, Sozialismus, Kindererziehung und Psychoanalyse. Damit gelingt Mary McCarthy ein treffendes Porträt dieser Zeit.
Am Ende stirbt die unglücklich verheiratete, aber inzwischen geschiedene Kay. Niemand kann sagen, ob es ein Unfall oder Selbstmord war, und noch einmal treffen die Frauen bei der Beerdigung zusammen. Verheiratet sind sie inzwischen fast alle, alle haben Zugeständnisse machen müssen, die lesbische Lakey kehrt aus Europa mit ihrer Lebensgefährtin, einer italienischen Baronin, zurück. Kurz wird auch der weltpolitische Fokus geöffnet: Hitler und Mussolini wüten in Europa und es wird deutlich, dass die amerikanische Regierung unter Roosevelt sich wird einmischen müssen.

## Hintergrund
Der Roman trägt autobiografische Züge: Mary McCarthy studierte Literaturwissenschaft und machte 1933 ihren Abschluss am Vassar College.

## Rezeption
Der Roman stand zwei Jahre auf der Bestseller-Liste der New York Times. In seiner Rezension zur deutschen Ausgabe erwähnte Rudolf Hartung den „sensationellen Erfolg“ des Romans, mit dem er aber durchaus kritisch ins Gericht ging:

„Er ist keck, in vielen Einzelszenen überaus amüsant und geistreich – vom Erkenntnisertrag des Buches wird noch zu reden sein – aber er bedeutet so gut wie nichts in der Geschichte des modernen Romans, und er trägt bei aller Ausführlichkeit zum tieferen Verständnis der amerikanischen Wirklichkeit kaum etwas bei.“

## Verfilmung
Der Roman wurde 1966 vom Regisseur Sidney Lumet verfilmt. Die Hauptfiguren wurden gespielt von Candice Bergen (Lakey), Joan Hackett (Dottie), Elizabeth Hartman (Priss), Shirley Knight (Polly), Joanna Pettet (Kay), Mary-Robin Redd (Pokey), Jessica Walter (Libby), Kathleen Widdoes (Helena).
Bei den Berliner Filmfestspielen 1966 war Lumet für den Goldenen Bären nominiert.

## Textausgabe
- Mary McCarthy: Die Clique. Aus dem Amerikanischen von U. v. Zedlitz. Droemer-Knaur, München/Zürich 1963. 440 Seiten. (20 Wochen lang in den Jahren 1964 und 1965 auf dem Platz 1 der Spiegel-Bestsellerliste)

## Rezensionen
- Rudolf Hartung: Die Kunst des Bauchredens. Über den Roman „Die Clique“ der amerikanischen Schriftstellerin Mary McCarthy.[1]
- Charles Poore: The Group, by Mary McCarthy. In: The New York Times, 29. August 1963.